# Улица Элияс
Улица Э́лияс (латыш. Elijas iela) — улица в Латгальском предместье города Риги, в историческом районе Московский форштадт. Пролегает в юго-восточном направлении, параллельно берегу Даугавы, рядом с высотным зданием Академии наук Латвии. Ведёт от улицы Вилхелма Пурвиша, где является продолжением улицы Прагас, до перекрёстка с улицей Ластадияс.

## История
Впервые упоминается в 1794 году как существующая Ивановская улица (нем. Johannisgasse, позднее Johannisstrasse; латыш. Jāņa iela). Поскольку в Старом городе имелась одноимённая улица, в 1885 году переименована в Ильинскую улицу (нем. Eliasstrasse, латыш. Elijas iela).
Во время немецкой оккупации (1942—1944) носила название Kaufhofstrasse (латыш. Tirdzniecības pagalma iela, рус. улица Торгового Двора), поскольку она проходила рядом со старинным Гостиным двором (комплекс деревянных построек, сложившийся в течение XIX века), на месте которого сегодня находится здание Академии наук Латвии. В 1950 году переименована в улицу Одесас (латыш. Odesas iela — в честь города Одессы), а в 1991 году было восстановлено нынешнее название.
Исторически улица Элияс начиналась от Карловой улицы (современная улица 13 Января), однако в 1928 году её отрезок от ул. 13 Января до ул. Тургенева (ныне Вилхелмса Пурвитиса) был переименован в улицу Прагас. К началу Второй мировой войны к улице Элияс относилось 25 земельных участков.

## Транспорт
Общая длина улицы составляет 510 метров. На участке между улицами Дзирнаву и Ластадияс движение одностороннее (в сторону ул. Ластадияс). При пересечении с улицей Езусбазницас устроена площадь с круговым движением, в центре которой находится здание церкви Иисуса. Площадь вокруг церкви замощена булыжником; также булыжное покрытие имеет отрезок улицы от этой площади до улицы Дзирнаву и дальняя часть улицы Элияс (от дома № 19 и далее). На остальных участках улица асфальтирована.
Городской общественный транспорт по улице Элияс не курсирует, однако в начале улицы расположена конечная остановка пригородных автобусов, а на улице Ластадияс имеется трамвайная остановка «Elijas iela».

## Застройка
- Дом № 5 — бывший доходный дом (1912—1913, архитектор Гейнрих Девендрус).
- Дом № 7 — бывший доходный дом (1913, архитектор Г. Девендрус); в 2006 реставрирован с надстройкой 5-го этажа. В настоящее время в здании находится гостиница «Hanza Hotel»[4].
- Дом № 8 — деревянный жилой дом (1813—1814, реконструирован).
- Дом № 12 — бывший доходный дом (1903, архитектор Э. фон Тромповский).
- Дом № 14 — бывший доходный дом (1910, архитектор Леопольд Рюмер).
- Дом № 16 — 2-этажный деревянный жилой дом (1870, архитектор Гейнрих Шель).
- Дом № 17 — бывший проектный институт «Латгипросельстрой» (1980—1986, архитектор Индра Вийупе), ныне офисное здание[5]. Занимает три исторических участка (№ 13, 15 и 17). В доме № 15 находилась синагога белорусских евреев «Райсише миньяним» (последнее здание 1883—1885, архитектор Граббе, сожжена 4 июля 1941 года)[6].
- Дом № 18 — лютеранская церковь Иисуса (1818—1822, архитектор Х. Ф. Брейткрейц).

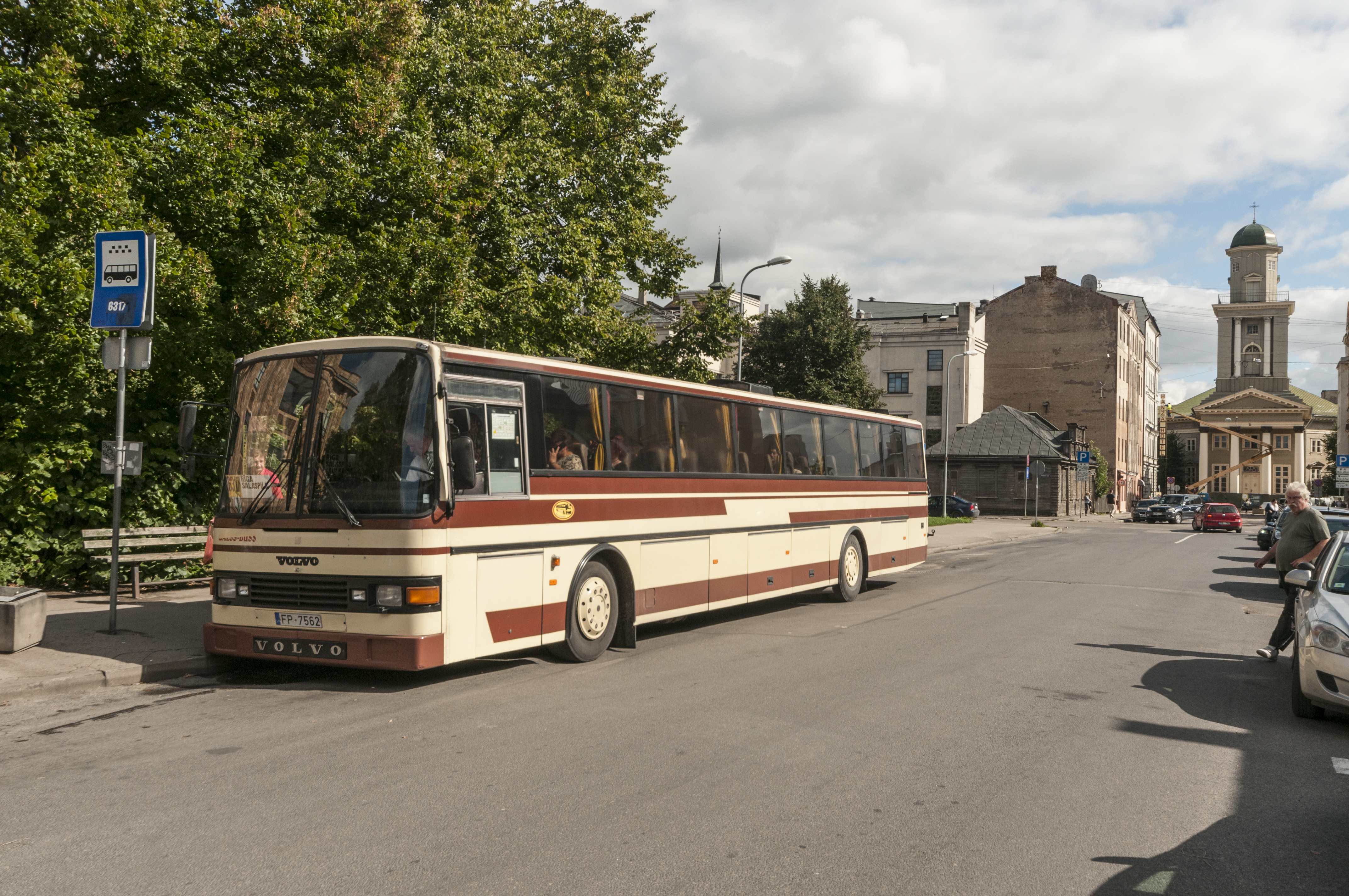
Вид от начала улицы
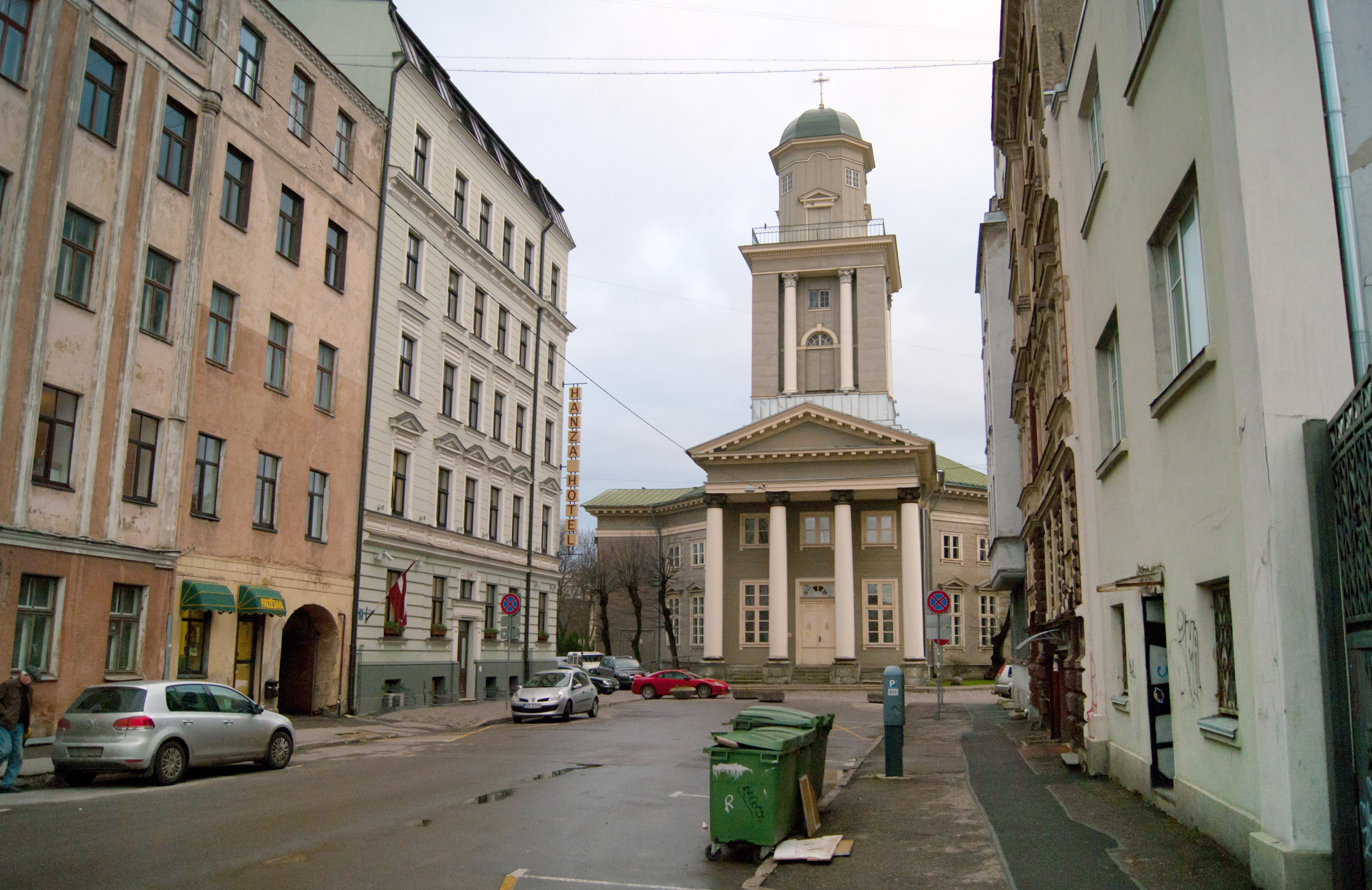
Вид вдоль улицы
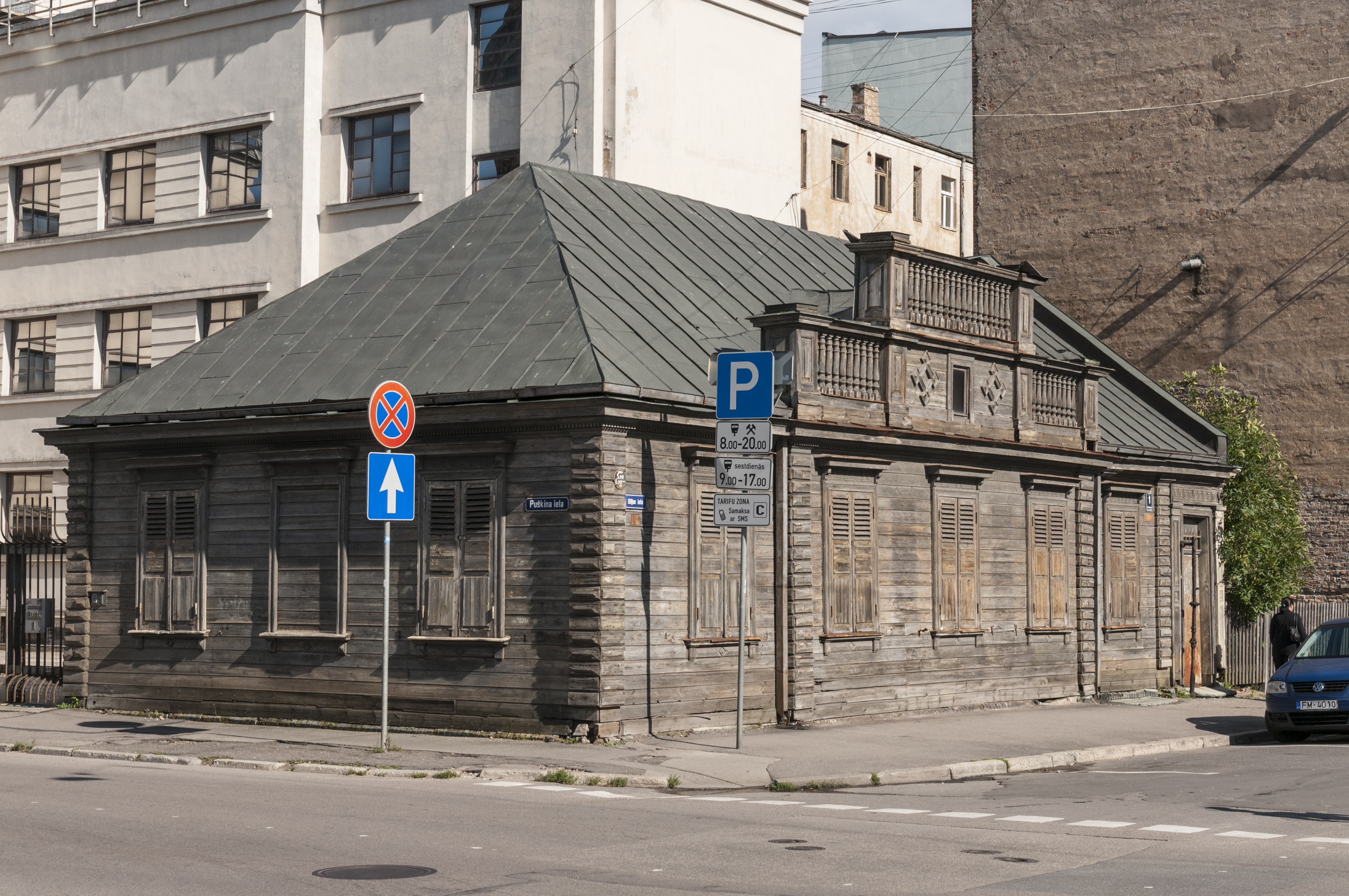
Дом № 1 (угол ул. Пушкина)
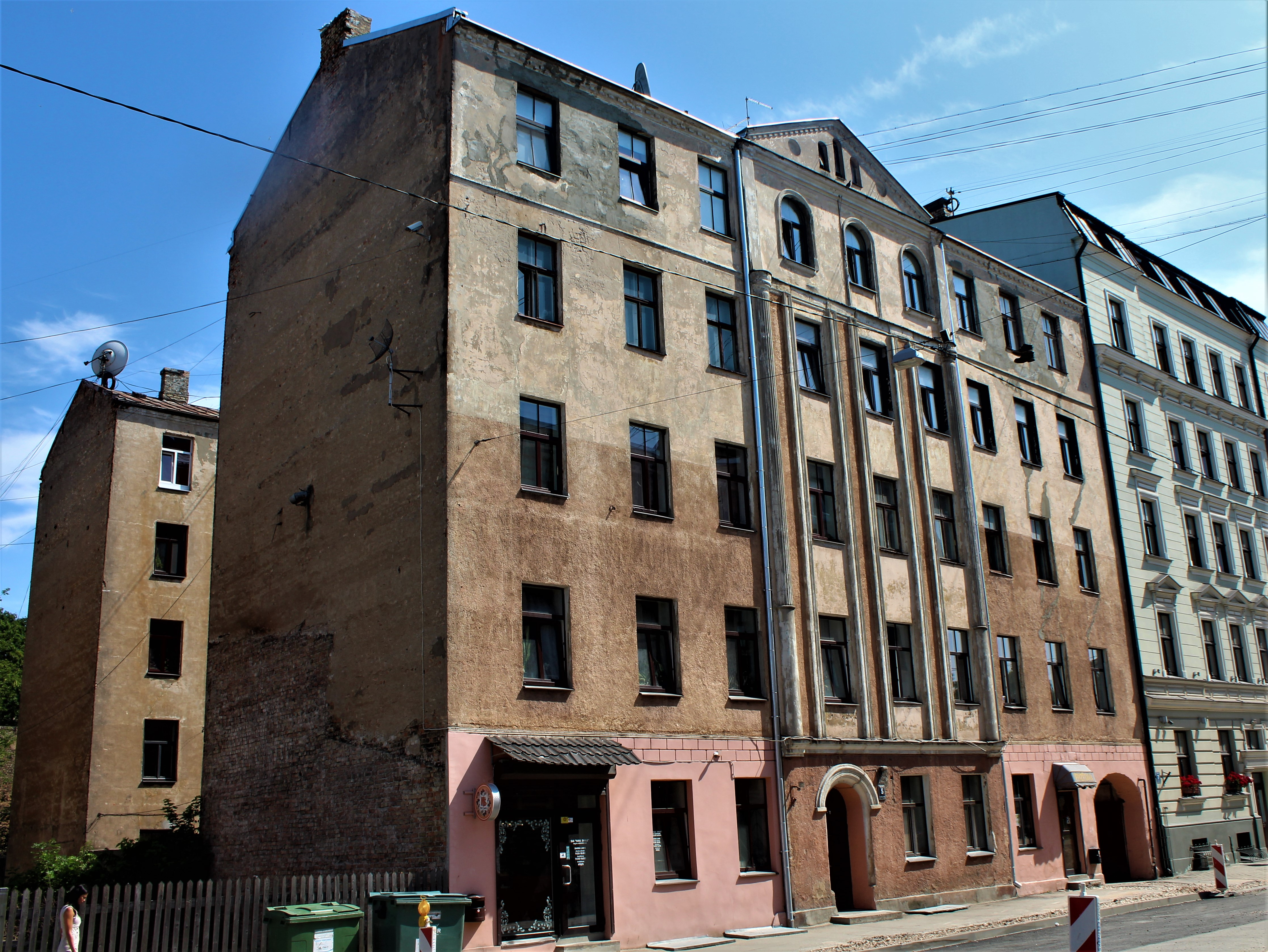
Дом № 5
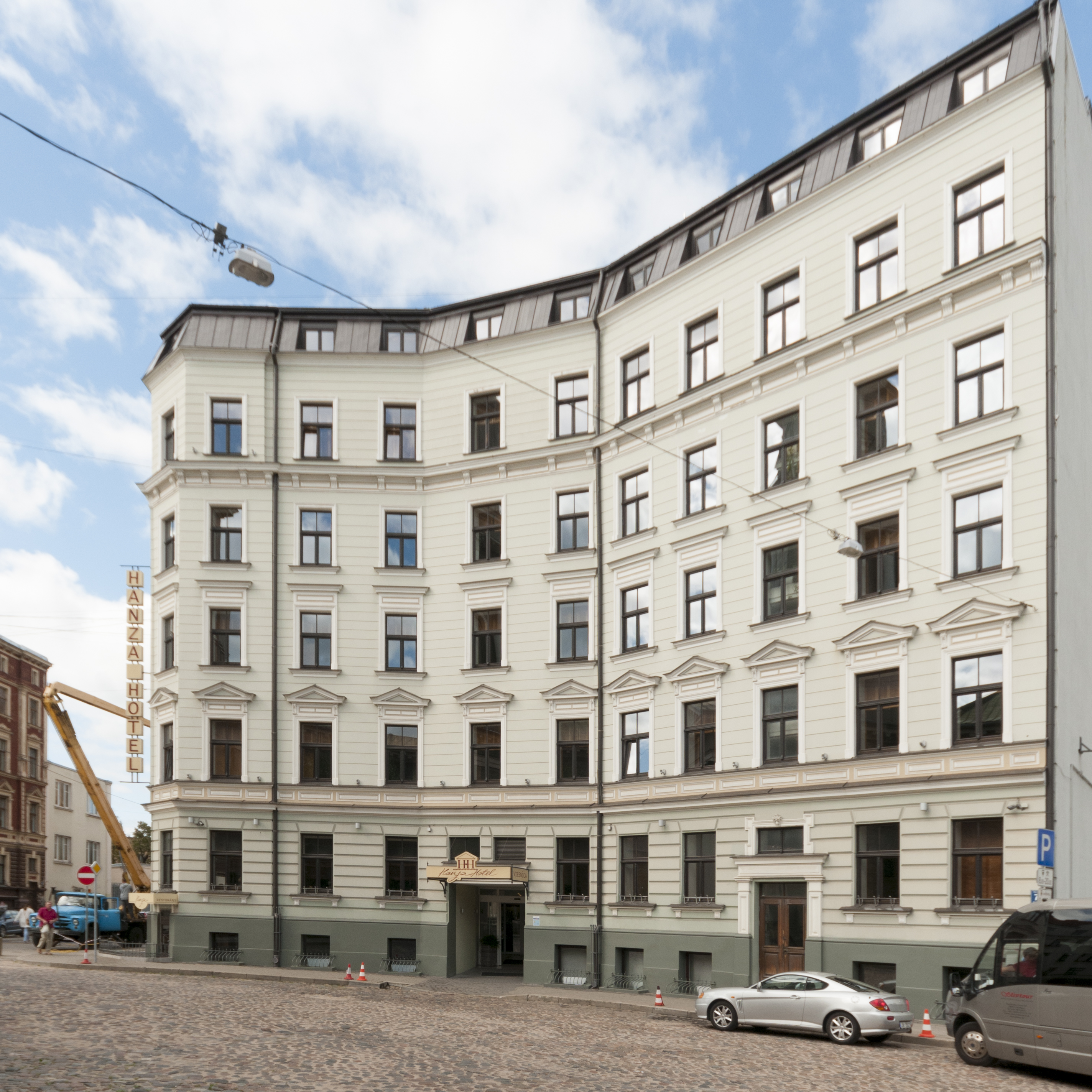
Дом № 7
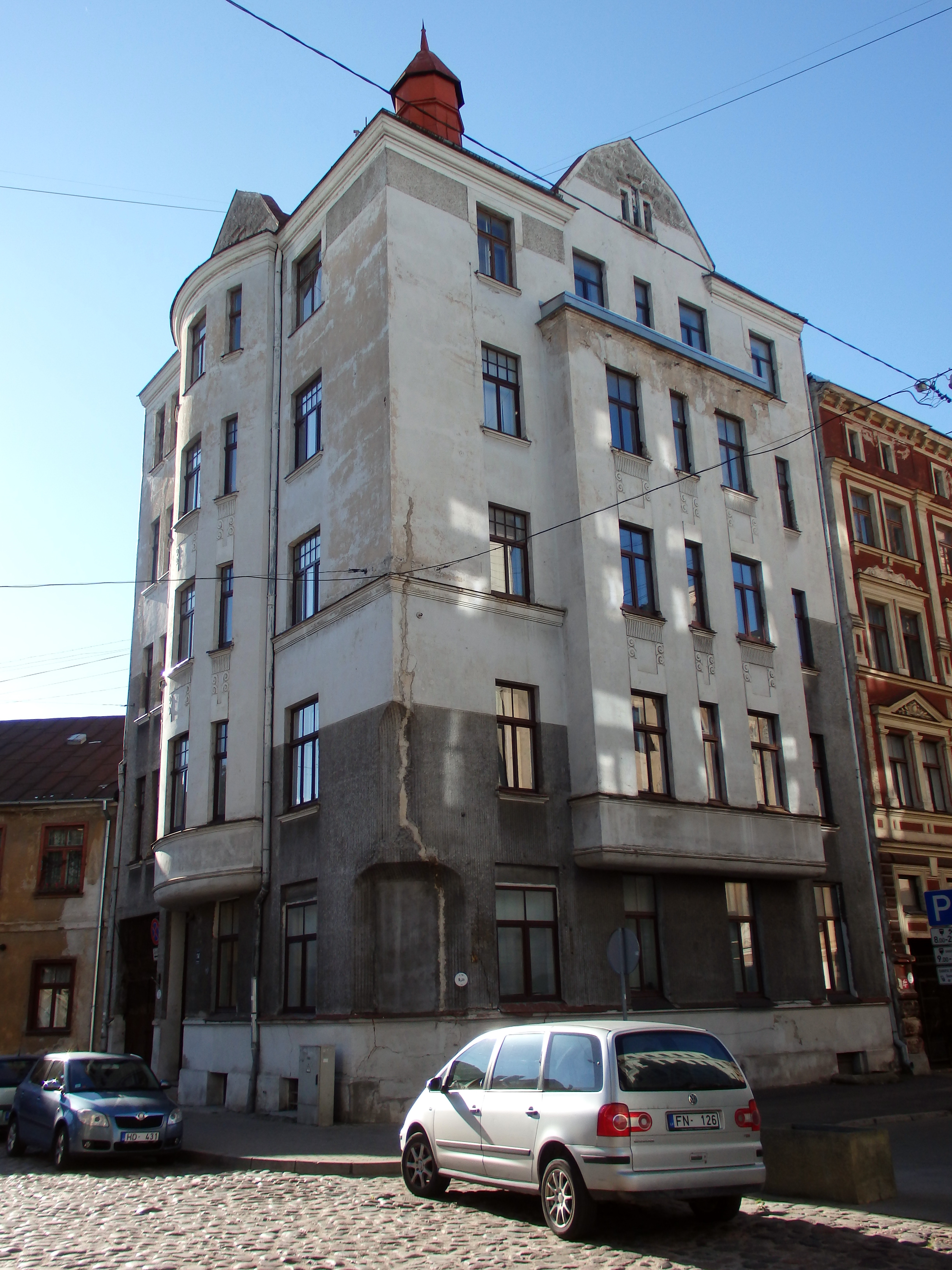
Дом № 14
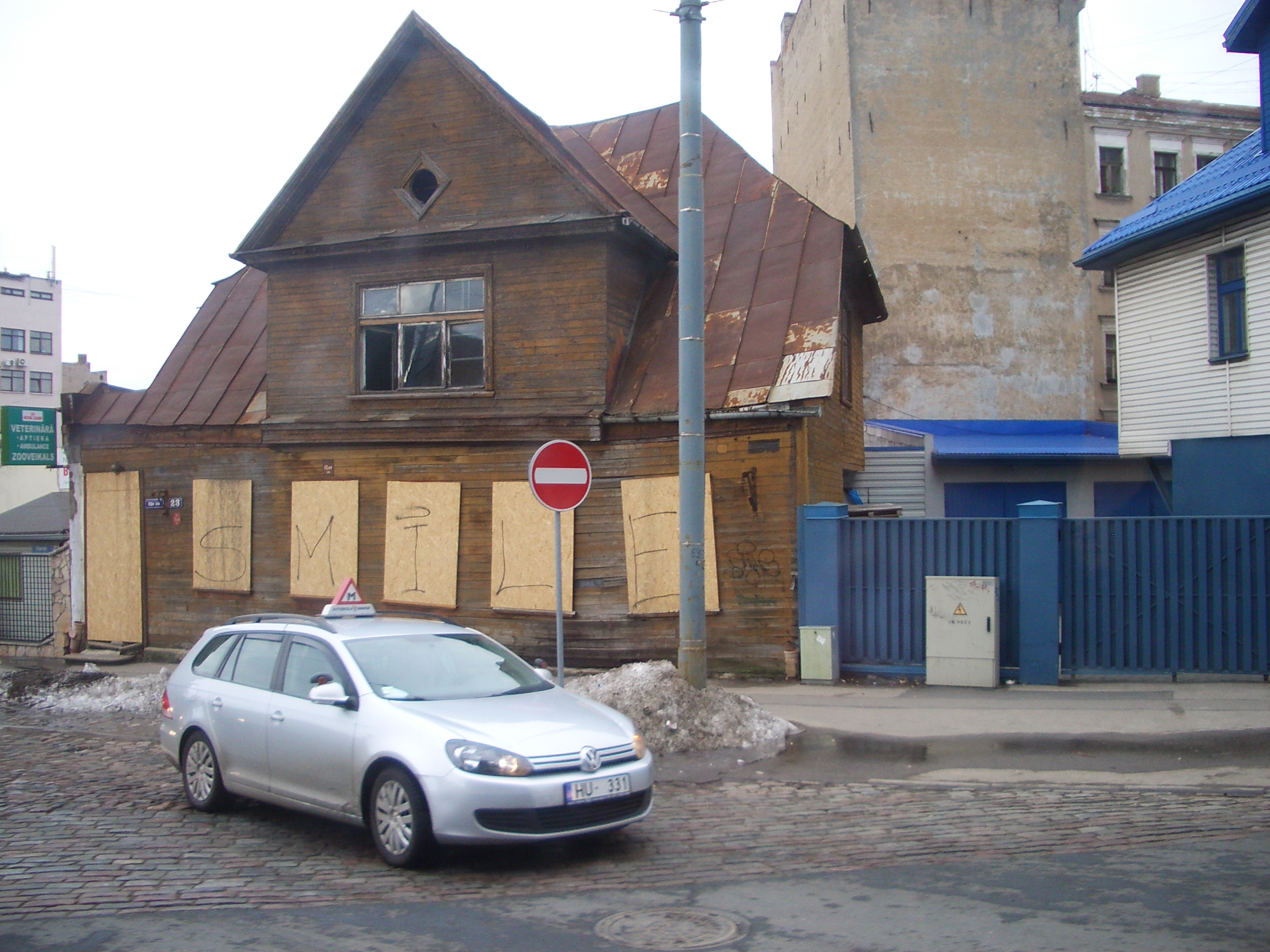
Дом № 23
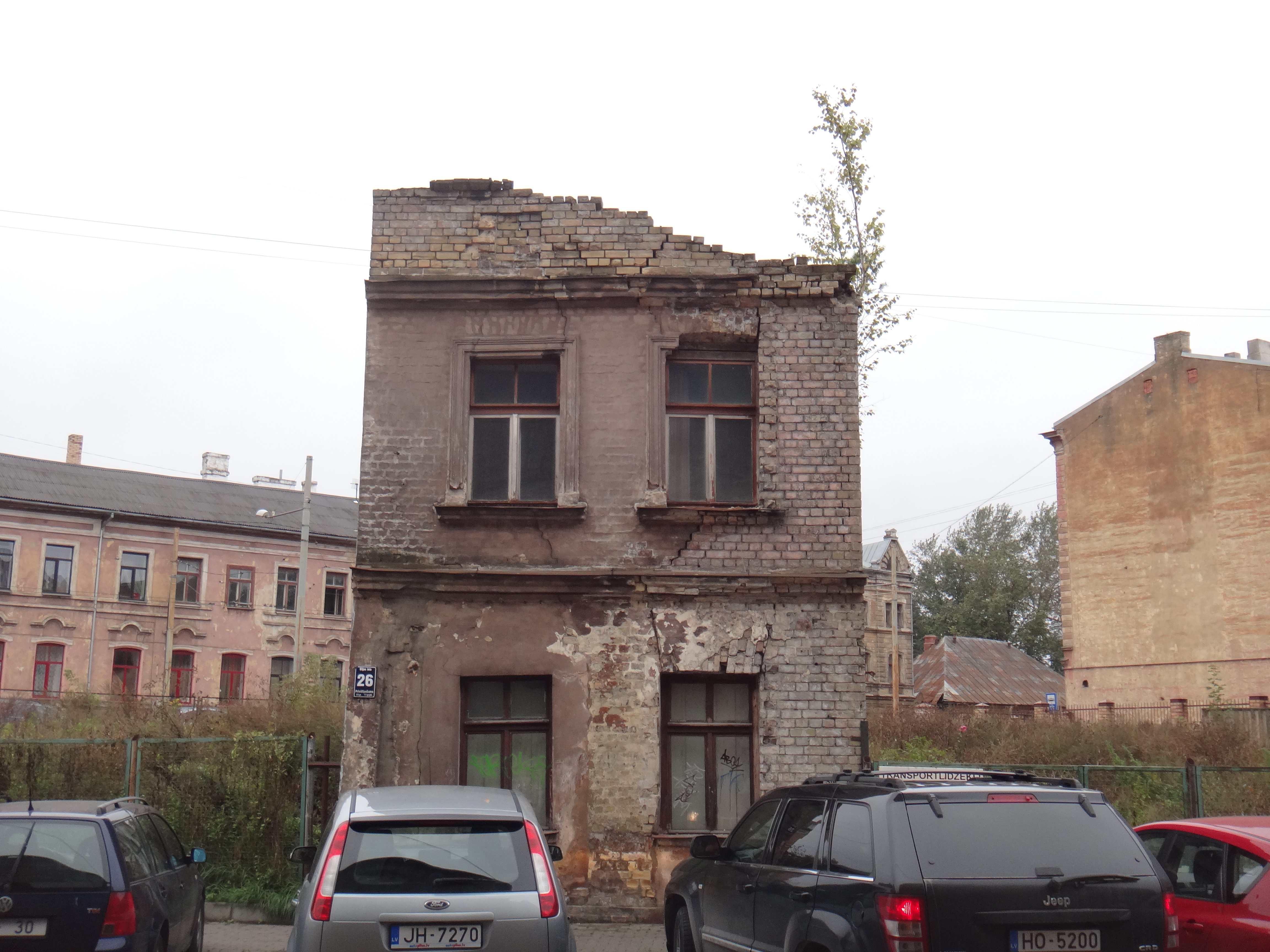
Старый дом № 26 (снесён)
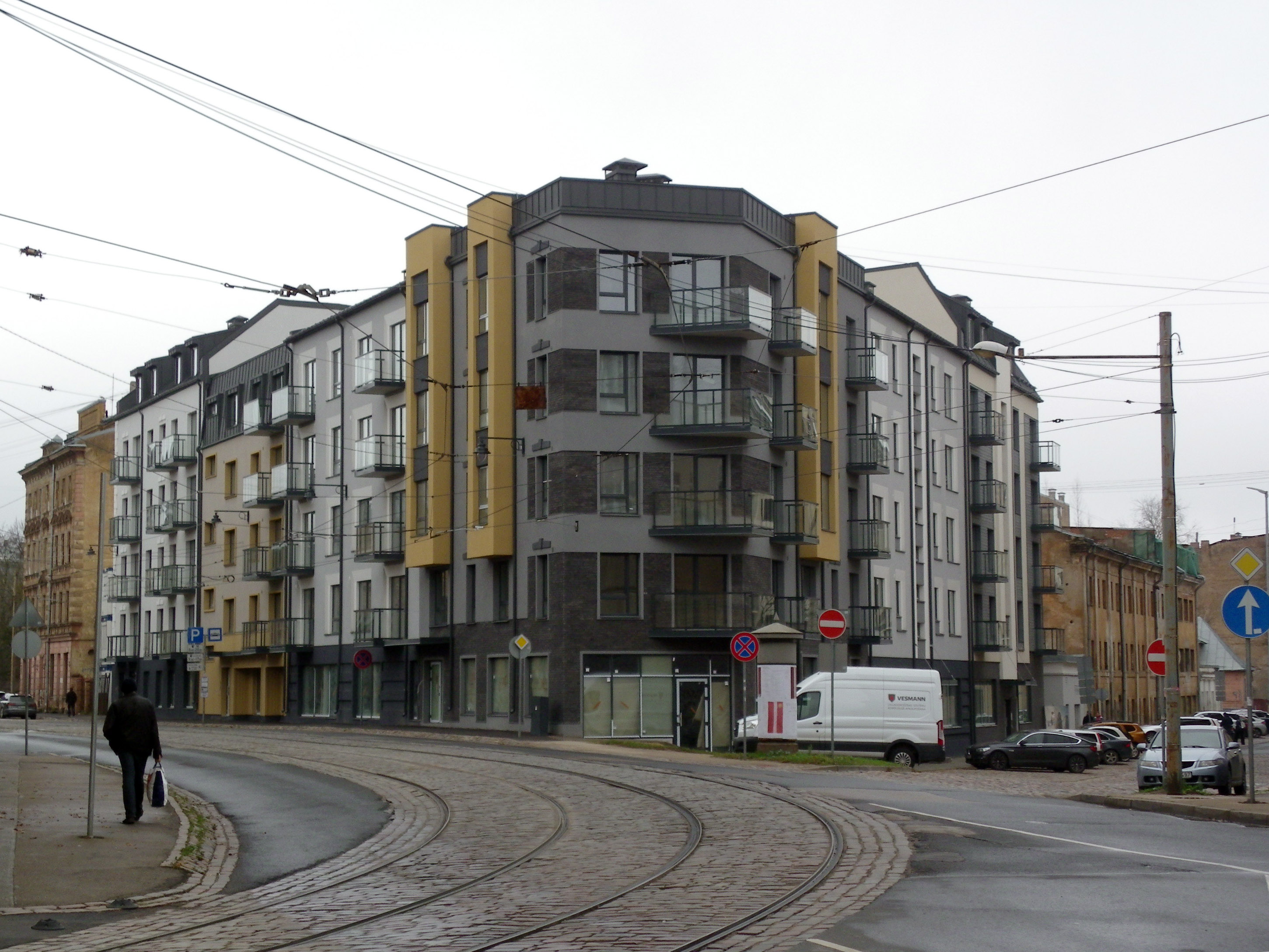
Угол ул. Ластадияс (слева) и Элияс

## Прилегающие улицы
Улица Элияс пересекается со следующими улицами:
- улица Прагас
- улица Вилхелма Пурвиша
- улица Карля Миленбаха
- улица Езусбазницас
- улица Дзирнаву
- улица Ластадияс